# Vicente Herrera Zeledón

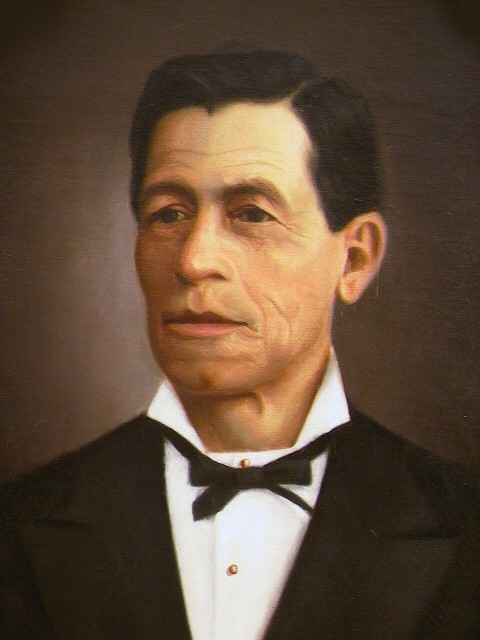
Vicente Herrera Zeledón (um 1880)

Vicente Herrera Zeledón (* 30. Januar 1821 in San José; † 10. November 1888 ebenda) war ein costa-ricanischer Politiker und von 30. Juli 1876 bis 23. September 1877 Präsident von Costa Rica.

## Leben

### Herkunft und frühe Laufbahn
Seine Eltern waren Antonia Zeledón Masís und José Cleto Herrera y Salazar (1798–nach 1845). 1839 machte er das Bachillerato über Philosophie an der Casa de Enseñanza de Santo Tomas in San José. Im Mai 1846 zog er nach Guatemala, wo er 1849 sein Studium an der Universidad de San Carlos de Guatemala mit einem Dr. in Rechtswissenschaft abschloss. Am 20. Mai 1850 erhielt er die Zulassung als Rechtsanwalt in Costa Rica. Er war Mitglied der Partido Conservador.
Am 18. Dezember 1853 heiratete er Guadalupe Gutiérrez García, die Tochter von María del Pilar García Ramírez und Atanasio Gutiérrez y Lizaurzábal, dem Präsidenten des obersten Gerichtshofes 1832 auf 1833. Mit ihr hatte er drei Kinder: Angélica, Vicente und Mercedes Herrera Gutiérrez.

### Advocatus pontifex
Seine Politik war kirchenfreundlich, in Opposition zur von Justo Rufino Barrios Auyón betriebenen antiklerikalen Politik. Er war Präsident der Junta de Caridad de San José. Er war Justiziar der Curia Eclesiástica in Costa Rica und Sekretär des Cabildo der Diözese von Costa Rica.
Er wurde Professor für kastillanische und lateinische Grammatik an der Casa de Enseñanza de Santo Tomás von der Professur trat er im März 1845 zurück. Von 1843 bis 1888 firmierte die Casa de Enseñanza de Santo Tomás unter dem Namen Universidad de Santo Tomás. Später war er Professor für Kanonisches Recht an dieser Universität, gab auch Vorlesungen in öffentlichem Recht, war Sekretär der Universität, bei verschiedenen Gelegenheiten in der Universitätsleitung und 1870 ein paar Monate Rektor.
1856 war er Sekretär des Präsidenten Juan Rafael Mora Porras während dies Krieges gegen die Filibusteropiraten unter William Walker. Er war Abgeordneter und Gouverneur der Provinz San José und Bevollmächtigter der Regierung von Costa Rica bei den Regierungen von Guatemala und Nicaragua.

### Corte Suprema
1852 und 1855 wurde er vom Parlament zum Staatsanwalt des Obersten Gerichtshofs ernannt. Am 17. Oktober 1856 wurde er vom Parlament zum Präsidenten des obersten Gerichtshofes ernannt und führte dieses Amt vom 22. September 1858 bis 29. April 1860.

### Staatsrat
In den ersten Jahren der Herrschaft von General Tomás Guardia Gutiérrez bekleidete er zahlreiche öffentliche Ämter. Von 13. Oktober 1870 bis 24. Februar 1872 war er Miembro del Consejo de Estado, Staatsrat. Von 15. Februar bis 21. November 1873 und 1. Dezember 1873 bis 8. Mai 1876 war er Regierungsminister. Von 6. September bis 21. November 1873, vom 3. März bis 14. Dezember 1874 und 20. Mai 1875 auf der 8. Mai 1876 war er Außenminister. Vom 22. Mai 1874 bis 5. Mai 1875 war er dritter Stellvertreter des Präsidenten. Am 10. Mai 1876, kurz nach dem Beginn der Amtszeit des liberalen Aniceto Esquivel Sáenz wurde er wieder zum dritten Stellvertreter des Präsidenten ernannt, von diesem Amt trat er am 11. Mai 1876 zurück.

### Präsidentschaft
Der Militärputsch vom 30. Juli 1876 brachte ihn auf den Präsidentenstuhl. Der Herrscher von Costa Rica blieb Tomás Guardia Gutiérrez. Er saß einem repressiven Regime vor, welches die Presse zensieren ließ und nach einem gescheiterten Umsturzversuch Mitte 1877 aggressiver wurde.
Als sein erster Stellvertreter fungierte Tomás Guardia Gutiérrez, sein zweiter Stellvertreter war Manuel Antonio Bonilla Nava. Sein dritter Stellvertreter war Saturnino Lizano Gutiérrez, der Sohn von Tomás Guardia Gutiérrez.
Im Regierungskabinett saß:
- Außenminister: Rafael Machado Jáuregui
- Regierungsminister: Saturnino Lizano Gutiérrez
- Finanz- und Handelsminister: Joaquín Lizano Gutiérrez (Juli 1876–März 1877)
- Tomás Guardia Gutiérrez (März bis September 1877)
- Minister für öffentliche Arbeiten Rafael Barroeta Baca (Juni bis September 1877)
- Minister für Krieg und Marine: Anfangs Saturnino Lizano Gutiérrez
- Tomás Guardia Gutiérrez (März bis September 1877)

Als Beratungsorgan wurde der Consejo de Estado mit fünf Mitgliedern eingerichtet. Diesem saß Manuel Antonio Bonilla Nava vor.
Abweichend zu dem mit Justo Rufino Barrios Auyón ausgehandelten antiklerikalen Tratado Guardia-Salazar, nach welchem das Colegio San Luis Gonzaga de Cartago geschlossen hätte werden sollen, erhielt dieses Colegio staatliche Förderung, weshalb seine Regierung von der Regierung Barrios nicht anerkannt wurde. Es wurde ein Grenzregime etabliert. Die Verwaltung der Municipios wurde in den Hauptstädten der Cantóne neu eingerichtet, nach dem diese 1859 eingespart worden waren. Es gab Maßnahmen zur Austerität und sparsamer öffentlicher Verwaltung. Im Mai 1877 besuchte Herrera die Provinz Guanacaste um ein Dorf nach dem Herrscher von Costa Rica, Guardia zu taufen.
Guardia diagnostizierte, dass Herrera zur Wiederherstellung seiner Gesundheit ins Ausland muss, weshalb ihm Herrera das Präsidentenamt am 11. September 1877 übertrug.
Im Exil in El Salvador traf er sich 1879 mit der exilierten Opposition zu Guardia.
Nach seiner Rückkehr nach Costa Rica sind keine politischen Äußerungen von ihm überliefert.